# Helmperlhuhn
Das Helmperlhuhn (Numida meleagris) ist der bekannteste Vertreter der Perlhuhnfamilie und die einzige Art der Gattung Numida. Das Verbreitungsgebiet ist Afrika südlich der Sahara mit Ausnahme der Regenwaldgebiete. Eingeführt wurde es unter anderem auf die Kapverden und die Karibischen Inseln, Südwest-Arabien und Madagaskar.

## Verbreitung und Unterarten
Es sind neun Unterarten bekannt:
- Numida meleagris sabyi Hartert, E 1919[2] kommt im Nordwesten Marokkos vor.
- Numida meleagris galeatus Pallas, 1767[3] ist in Westafrika bis in den Süden des Tschads und den Norden Angolas verbreitet.
- Numida meleagris meleagris (Linnaeus, 1758)[4] ist im östlichene Tschad bis ins westliche Äthiopien, das nördliche Kenia, Uganda und den Norden der Demokratischen Republik Kongo verbreitet.
- Numida meleagris somaliensis  Neumann, 1899[5] kommt im Nordosten Äthiopiens und in Somalia vor.
- Numida meleagris reichenowi Ogilvie-Grant, 1894[6] ist von Kenia bis Zentraltansania verbreitet.
- Numida meleagris mitratus (Pallas, 1764)[7] kommt von Tansania bis Mosambik, Sambia und Botswana vor.
- Numida meleagris marungensis Schalow, 1884[8] ist vom Süden der Demokratischen Republik Kongo über Westangola und Sambia verbreitet.
- Numida meleagris papillosus Reichenow, 1894[9] kommt in Botswana und Namibia vor.
- Numida meleagris coronatus Gurney Sr, 1868[10] ist im Osten Südafrikas verbreitet.

Die domestizierte Form des Helmperlhuhns ist das Hausperlhuhn.

## Merkmale

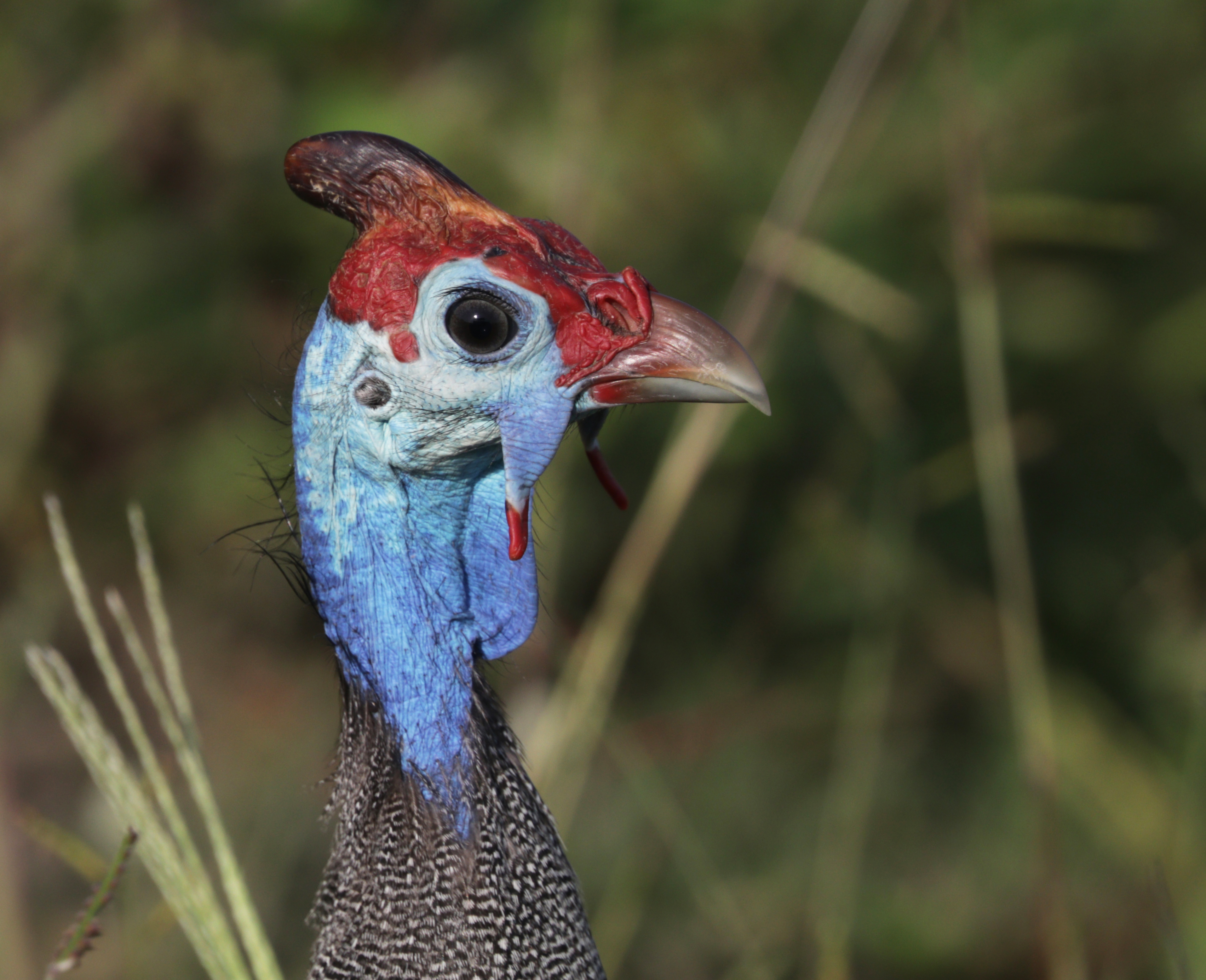
Porträt

Das Helmperlhuhn erreicht eine Länge von 53 bis 63 cm und ein Gewicht von 1,15 bis 1,6 kg. Weibchen bleiben etwas kleiner und ähneln ansonsten den Hähnen. Kopf und Hals sind weitgehend unbefiedert, die nackte Haut ist bläulich, blauweiß und rötlich gefärbt. Charakteristisch und namensgebend ist der hornfarbene Helm. Das Gefieder ist von schwärzlichgrauer Farbe und mit zahlreichen weißen Sprenkeln gemustert. Küken haben ein braunes Flaumgefieder. Die Unterarten unterscheiden sich vor allem in der Ausdehnung und Färbung der federlosen Hautpartien.

## Lebensweise
Das Helmperlhuhn bevorzugt warme, trockene und offene Lebensräume wie Waldränder, Savannen, Steppen, Halbwüsten oder landwirtschaftlich genutzte Flächen. Die regionale Verbreitung wird vom Wasserangebot bestimmt. Oft sieht man große Ansammlungen der Vögel an Wasserstellen. In den Bergen kann man die Art bis in Höhen von 3000 Metern finden.
Helmperlhühner sind Allesfresser, pflanzliche Nahrung hat aber eine höhere Bedeutung als tierische. Sie fressen Samen, Knollen, Zwiebeln, Wurzeln und Getreide. Tierische Nahrung, vor allem Insekten (meist Termiten und Grashüpfer), Schnecken, Tausendfüßer hat einen Anteil von ungefähr 12 % an ihrer Ernährung. Zecken werden von den Suhlstellen der Warzenschweine aufgenommen.

## Fortpflanzung

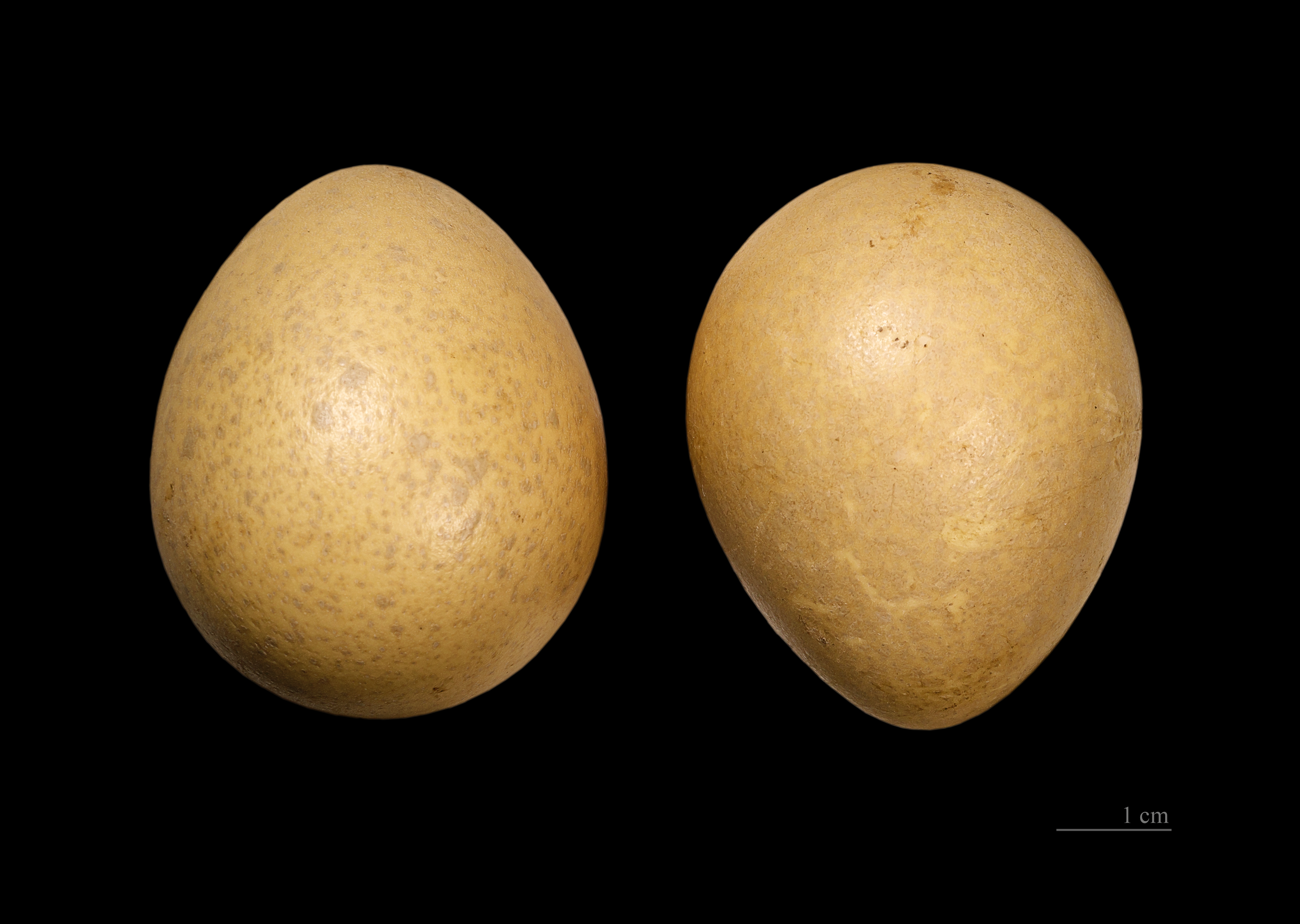
Zwei Eier des Helmperlhuhns

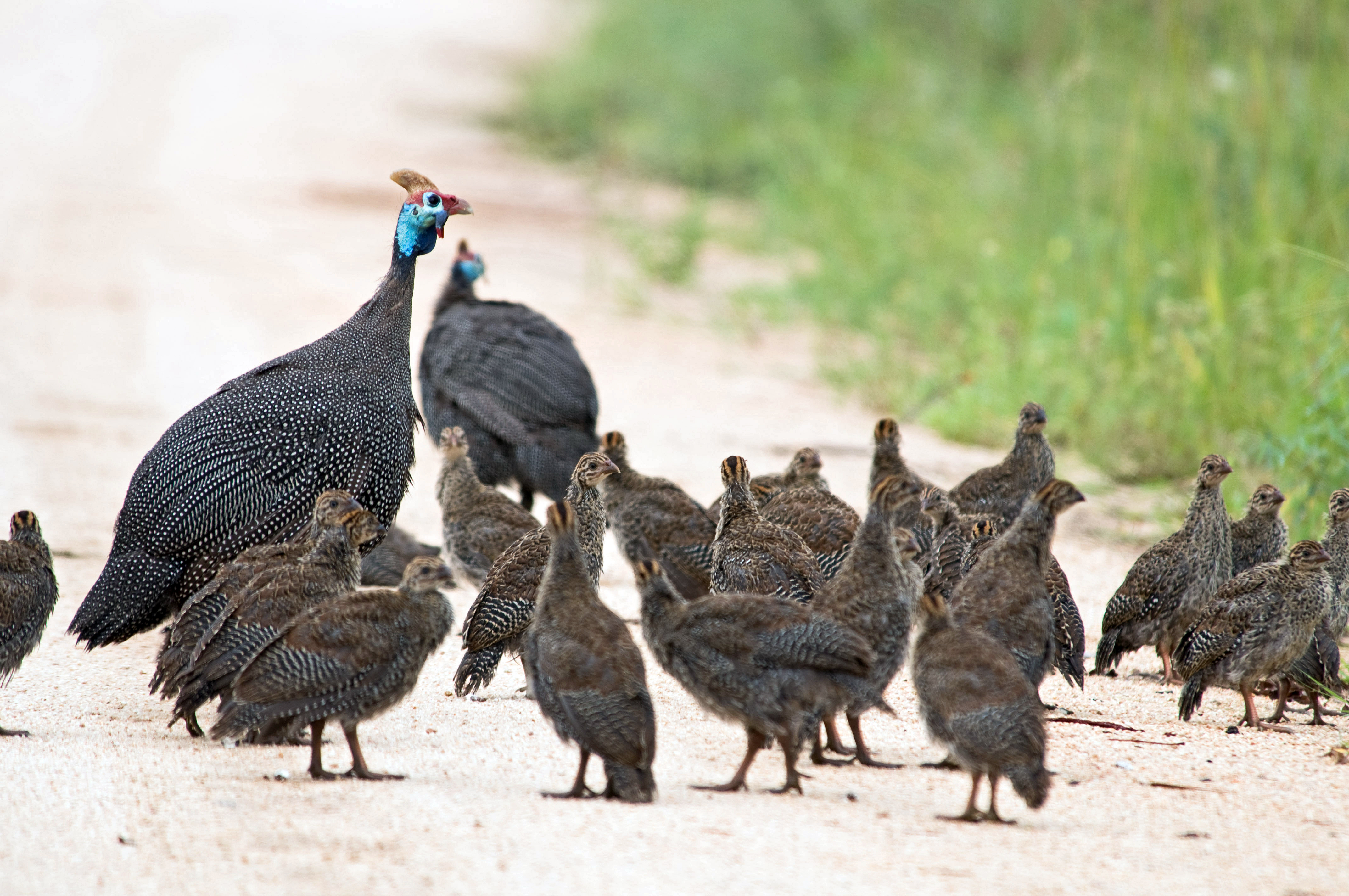
Paar mit Jungvögeln

Helmperlhühner brüten in Marokko von März bis Mai, in Westafrika von Mai bis Juli, in Südafrika vor allem von November bis Januar. Das Gelege des Helmperlhuhns umfasst in der Regel 6 bis 12 Eier. In Ausnahmefällen können sich jedoch auch 20 bis 50 Eier in einem Nest befinden, vielleicht von mehreren Hennen gelegt. Die Eier sind gelblich bis fahlbraun und dunkel gesprenkelt, manchmal jedoch auch weiß. Die Henne beginnt zu brüten, sobald alle Eier gelegt sind. Die Brut dauert etwa 24 bis 28 Tage. Die Jungvögel erreichen nach 30 Wochen das Gewicht der Altvögel.

## Gefährdung
Die Art ist häufig, wahrscheinlich gibt es mehr als eine Million Vögel, und gilt als „nicht gefährdet“ (least concern). Nur die in einem kleinen Gebiet Marokkos lebende Unterart Numida meleagris sabyi ist möglicherweise ausgestorben. Allerdings gibt es auch die Möglichkeit, dass N. m. sabyi noch im Mittleren Atlas zu finden ist.

## Mensch und Helmperlhuhn
Das Helmperlhuhn wird in verschiedenen europäischen Regionen gezüchtet und ist zum Nutzgeflügel geworden. Die Haltung begann in Frankreich bereits im 16. Jahrhundert, in Großbritannien, Tschechien und in Deutschland ab dem 18. Jahrhundert. Seit dem 18. Jahrhundert wurde das Helmperlhuhn auch ausgesetzt und war zumindest in Ungarn und Deutschland zeitweilig auch etabliert. Aussetzungsaktionen von domestizierten Formen, die beispielsweise in Baden-Württemberg noch in den 1950er Jahren stattfanden, waren nicht erfolgreich. In den Niederlanden gab es im Zeitraum 1998 bis 2000 einzelne Paare, für die es jedoch keine Brutnachweise gibt.

## Belege

### Einzelbelege
1. ↑  IOC World Bird List Megapodes, guans, guineafowl, New World quail
2. ↑  Ernst Hartert (1919), S. 69.
3. ↑  Peter Simon Pallas (1767), S. 18.
4. ↑  Carl von Linné (1758), S. 158.
5. ↑  Oscar Neumann (1899), S. 25.
6. ↑  William Robert Ogilvie-Grant (1894), S. 536, Abbildung 1.
7. ↑  Peter Simon Pallas (1764), S. 4, Eintrag Nr. 222.
8. ↑  Herman Schalow (1884), S. 105.
9. ↑  Anton Reichenow (1894), S. 145.
10. ↑  John Henry Gurney (1868), S. 145.
11. ↑  Hans-Günther Bauer, Einhard Bezzel und Wolfgang Fiedler (Hrsg.): Das Kompendium der Vögel Mitteleuropas: Alles über Biologie, Gefährdung und Schutz. Band 1: Nonpasseriformes – Nichtsperlingsvögel, Aula-Verlag Wiebelsheim, Wiesbaden 2005, ISBN 3-89104-647-2, S. 147